# دانشگاه ایالتی کالیفرنیا در فرزنو
دانشگاه ایالتی کالیفرنیا در فرزنو (به انگلیسی: California State University, Fresno) در شمال شرقی شهر «فرزنو» و به فاصله سه ساعت رانندگی از شهر سن خوزه واقع شده‌است. 
دوره تحصیلی در این دانشگاه به صورت ترمی (چهار ماه و نیم) می‌باشد و نزدیک به بیست هزار دانشجو در آن تمام وقت به تحصیل مشغولند.
این دانشگاه در سال ۲۰۱۲ در سطح کارشناسی ارشد در میان دانشگاههای دولتی در غرب آمریکا در رتبه نهم قرار داشت.

## پیشینه
دانشگاه با ۵۶۶ هکتار مساحت در سال ۱۹۱۱ تأسیس شد. در آن زمان هدف دانشگاه تربیت نیروی مدرس و معلم برای منطقه مرکزی کالیفرنیا (دره مرکزی) بود. اما رفته رفته تمرکز آن به سوی دروس کشاورزی متوجه گشت. و امروزه پنجمین دانشگاه بزرگ سامانه دانشگاه ایالتی کالیفرنیا است.
زبان فارسی در این دانشگاه تدریس می‌شود.

## دانشکده ها
- دانشکده ادبیات و علوم انسانی
- دانشکده خدمات درمانی
- دانشکده علوم و ریاضیات
- دانشکده علوم اجتماعی
- دانشکده مدیریت
- دانشکده علوم و فنون کشاورزی
- دانشکده تربیت معلم
- دانشکده مهندسی

## مشاهیر

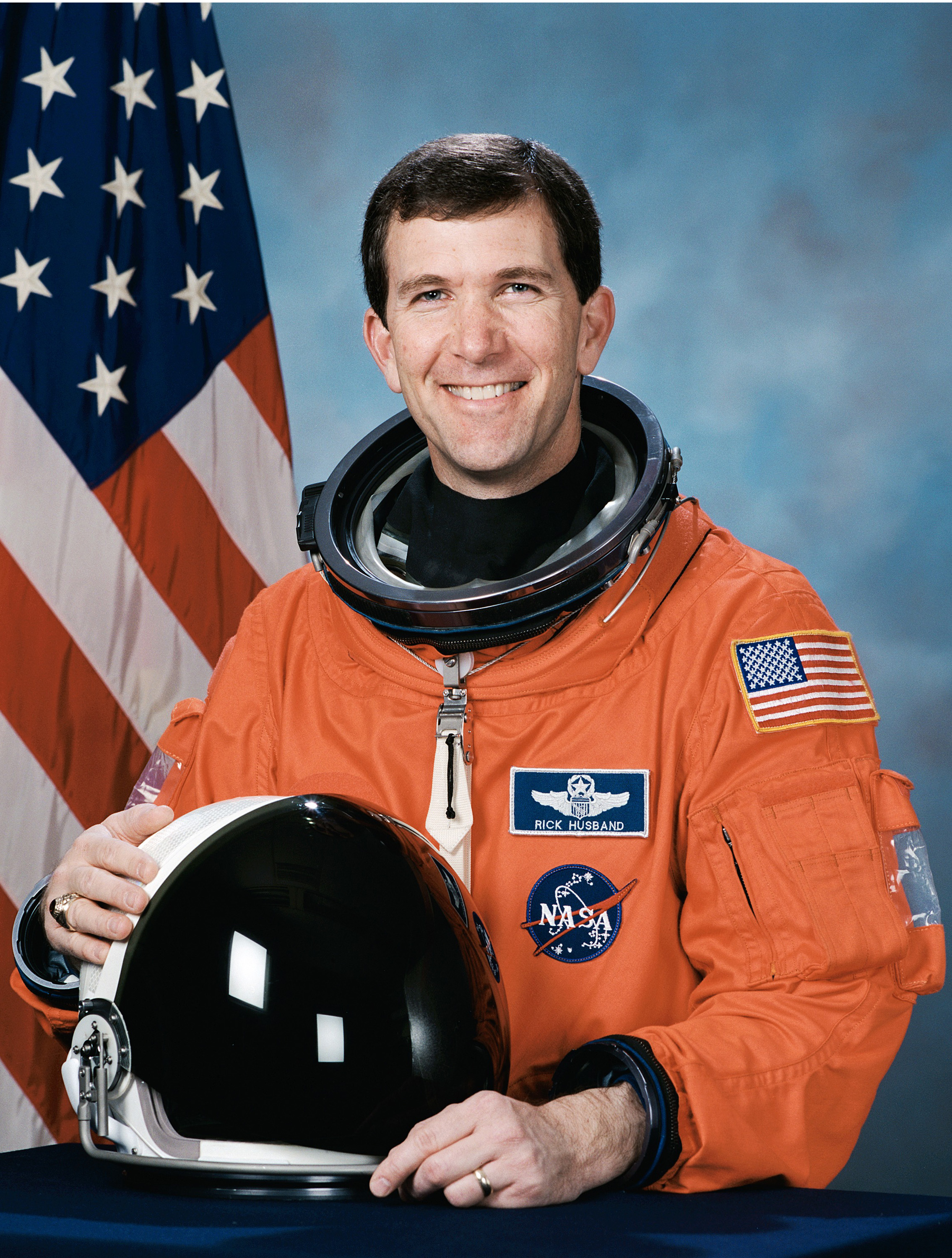
ریک هازبند، فرمانده ماموریت اس‌تی‌اس-۱۰۷
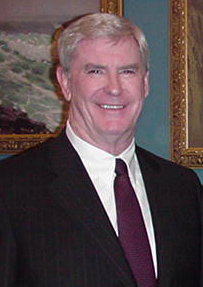
کنی گین، فرماندار ایالت نوادا
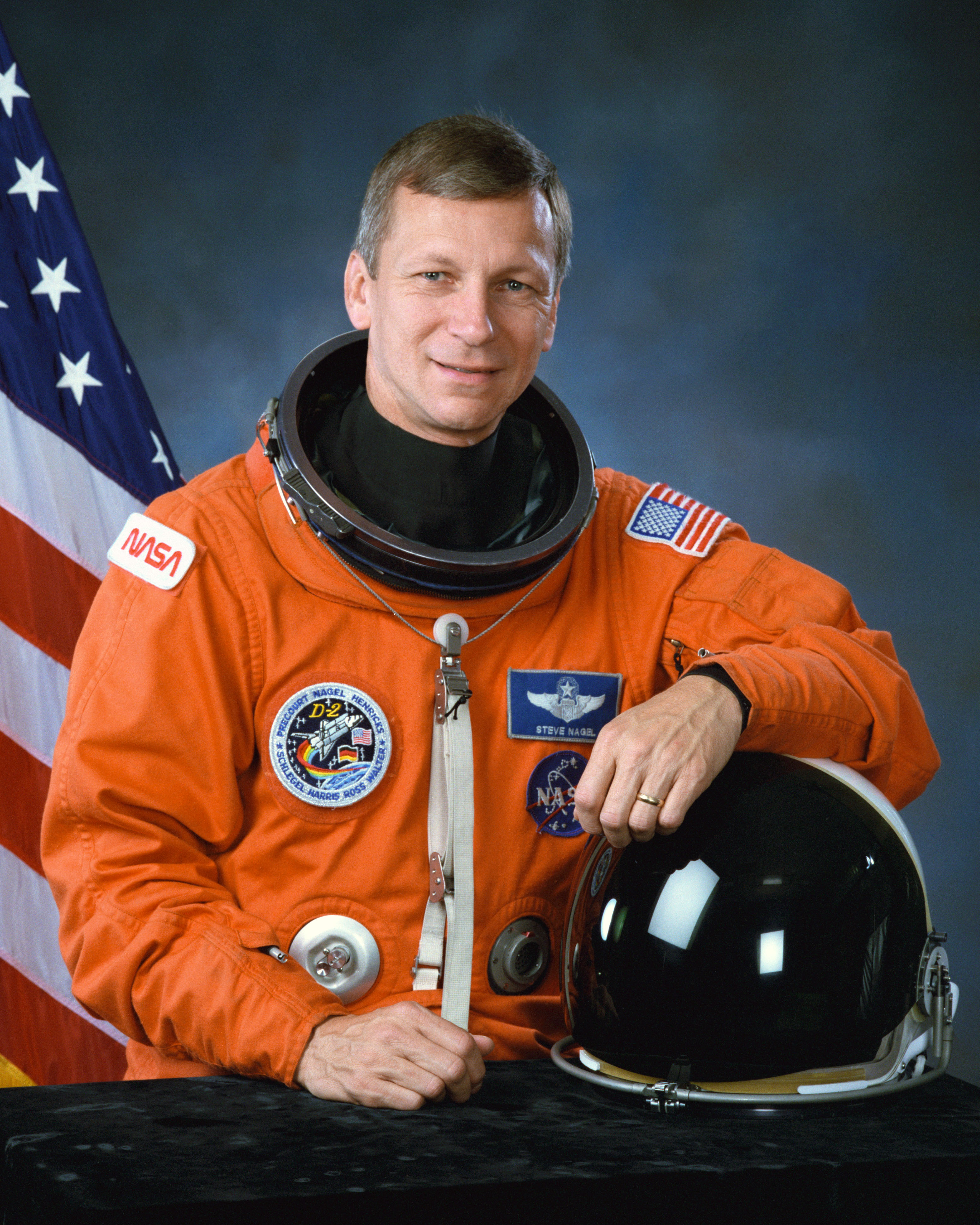
سرهنگ استیون نیگل، فضانورد ناسا
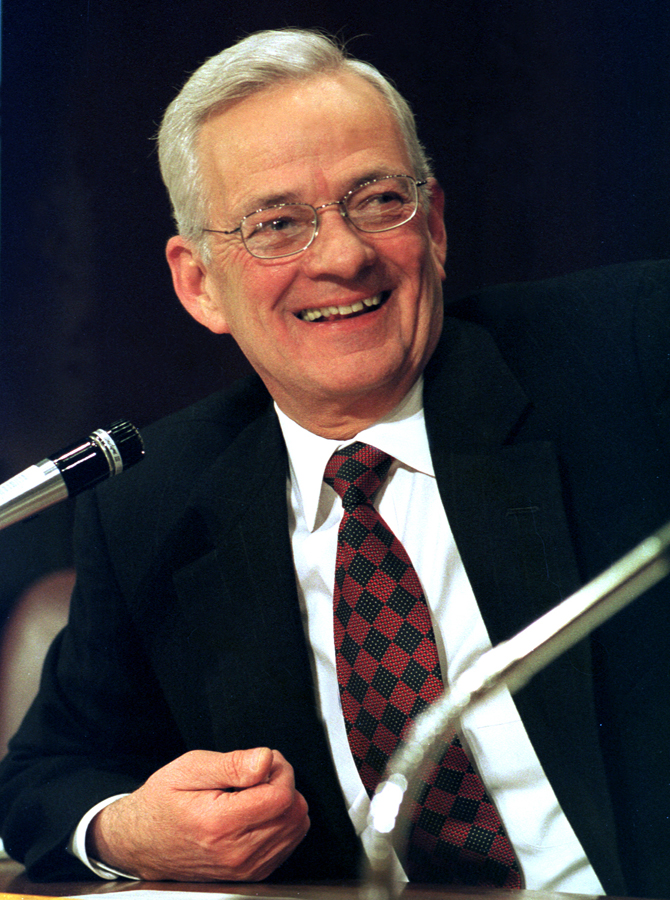
پال اونیل، وزیر سابق خزانه داری آمریکا
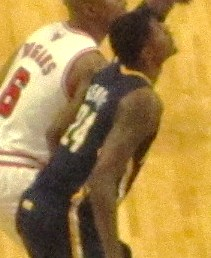
پال جرج ستاره ان بی ای

## نگارخانه

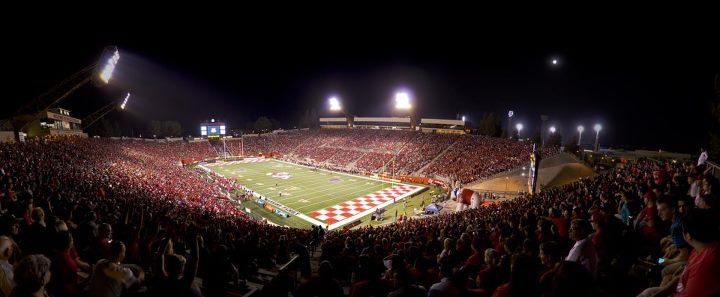
ورزشگاه دانشگاه. تیمهای ورزشی این دانشگاه در لیگ دسته اول آمریکا عضویت دارند.
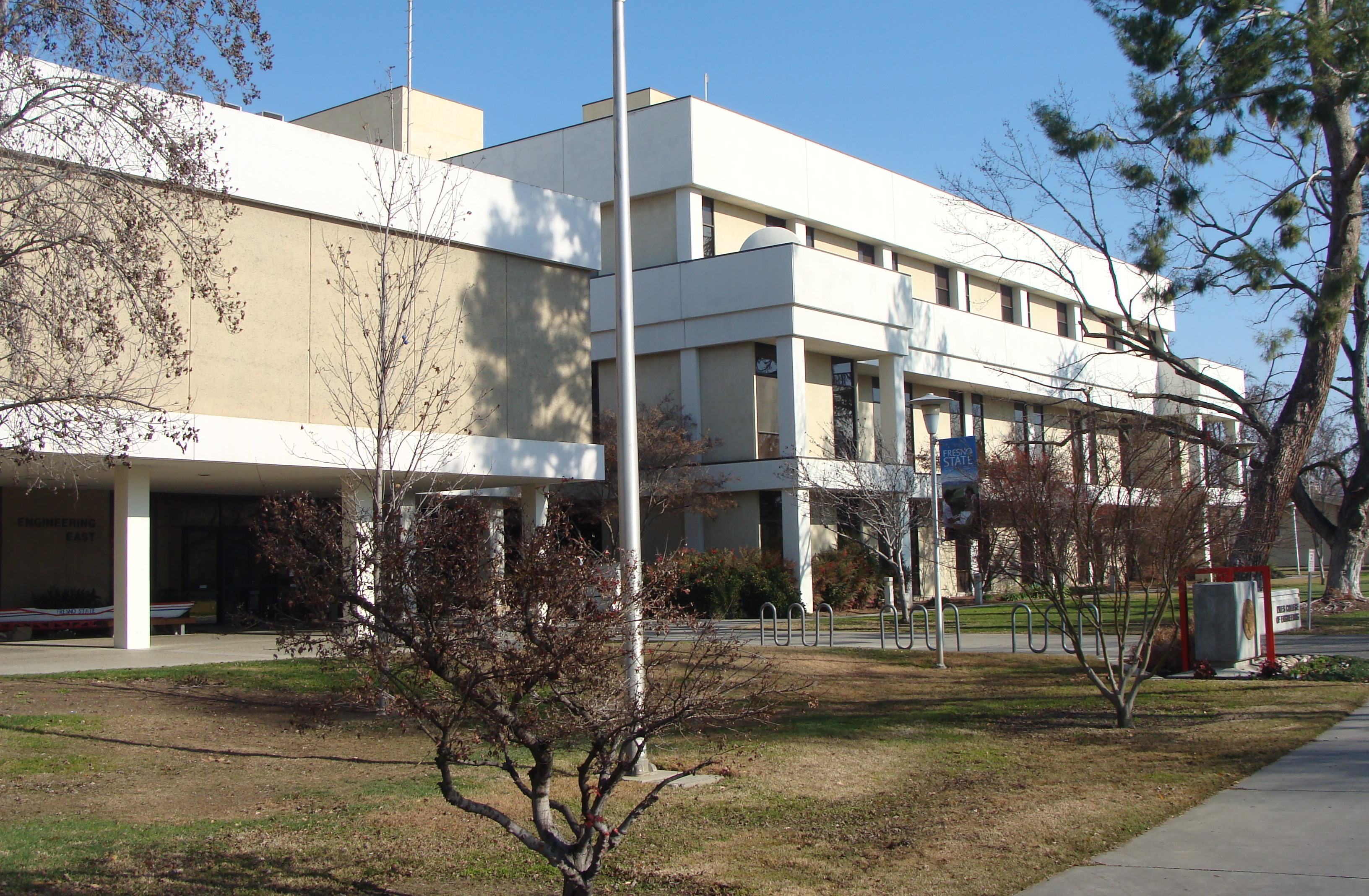
ساختمان شرقی دانشکده مهندسی
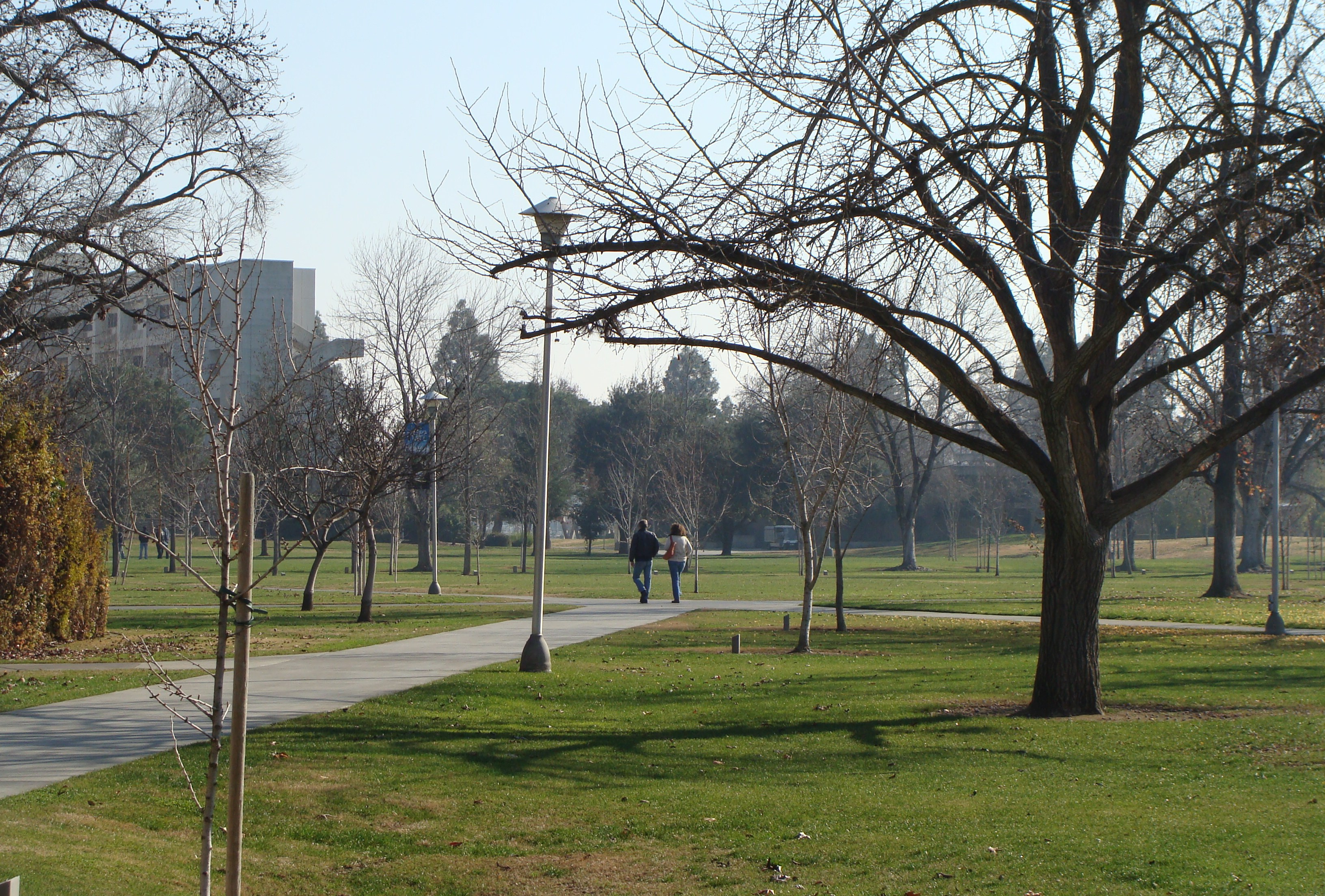
فضای سبز جنب دانشکده علوم
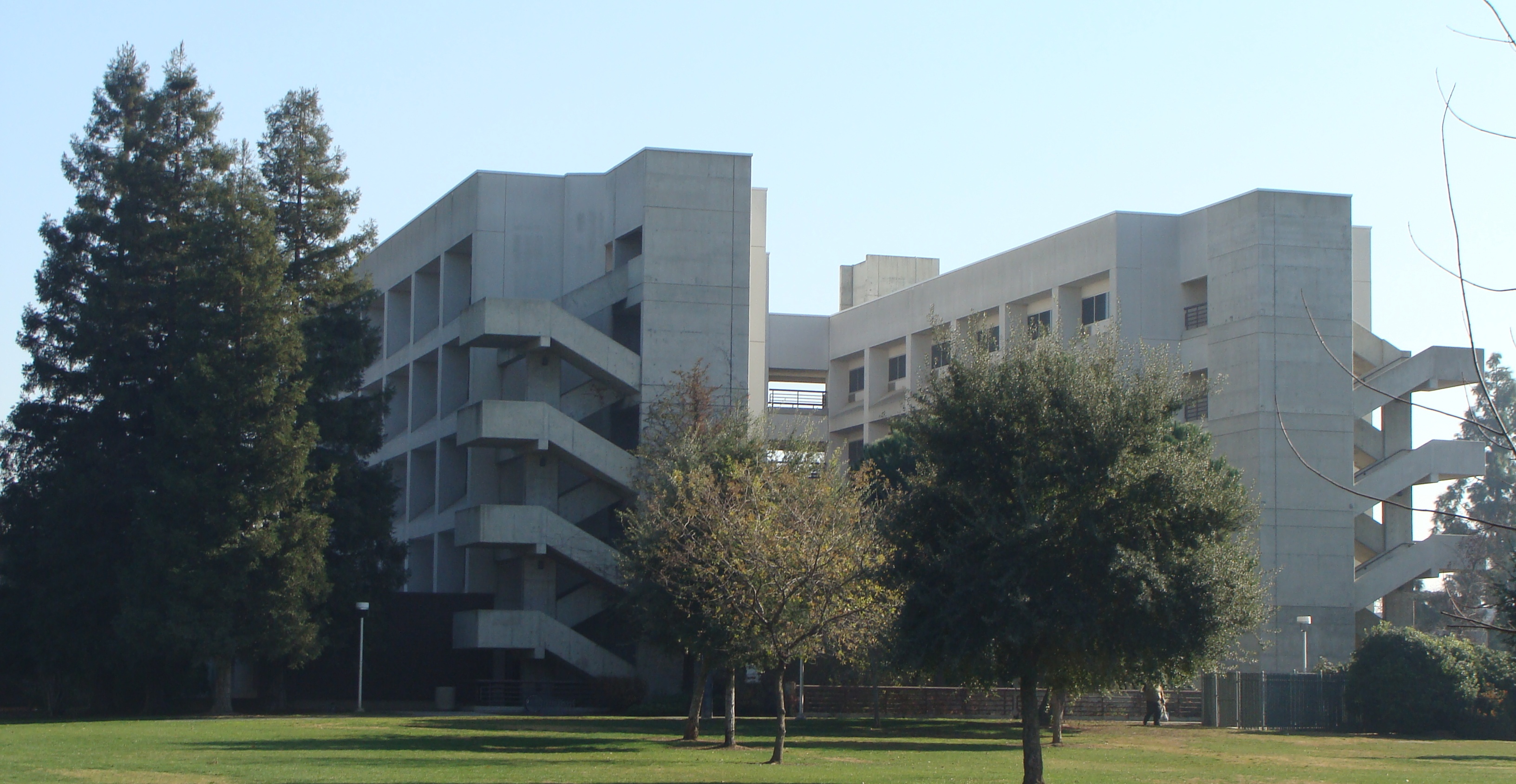
دانشکده مدیریت
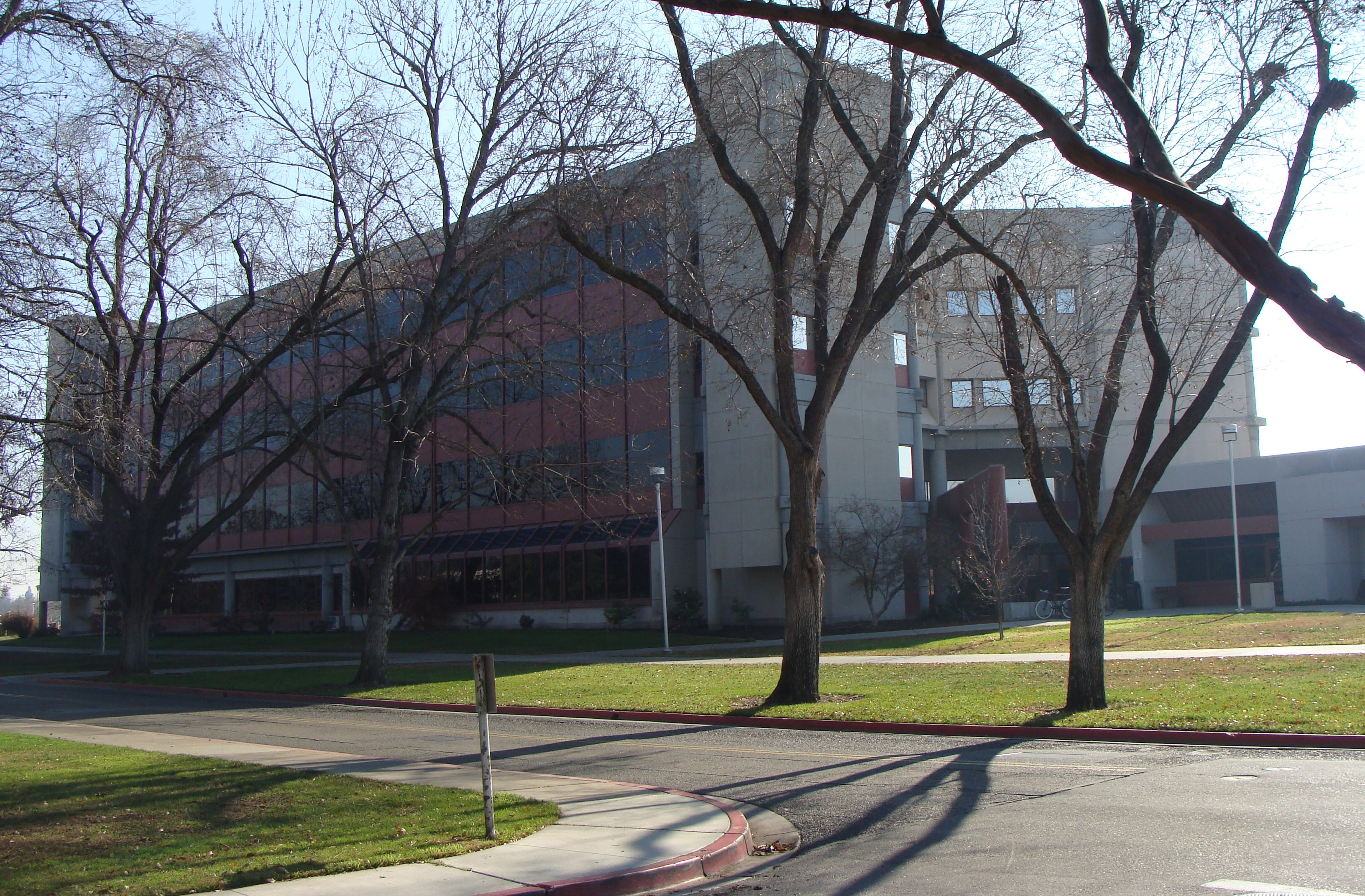
دانشکده تربیت معلم
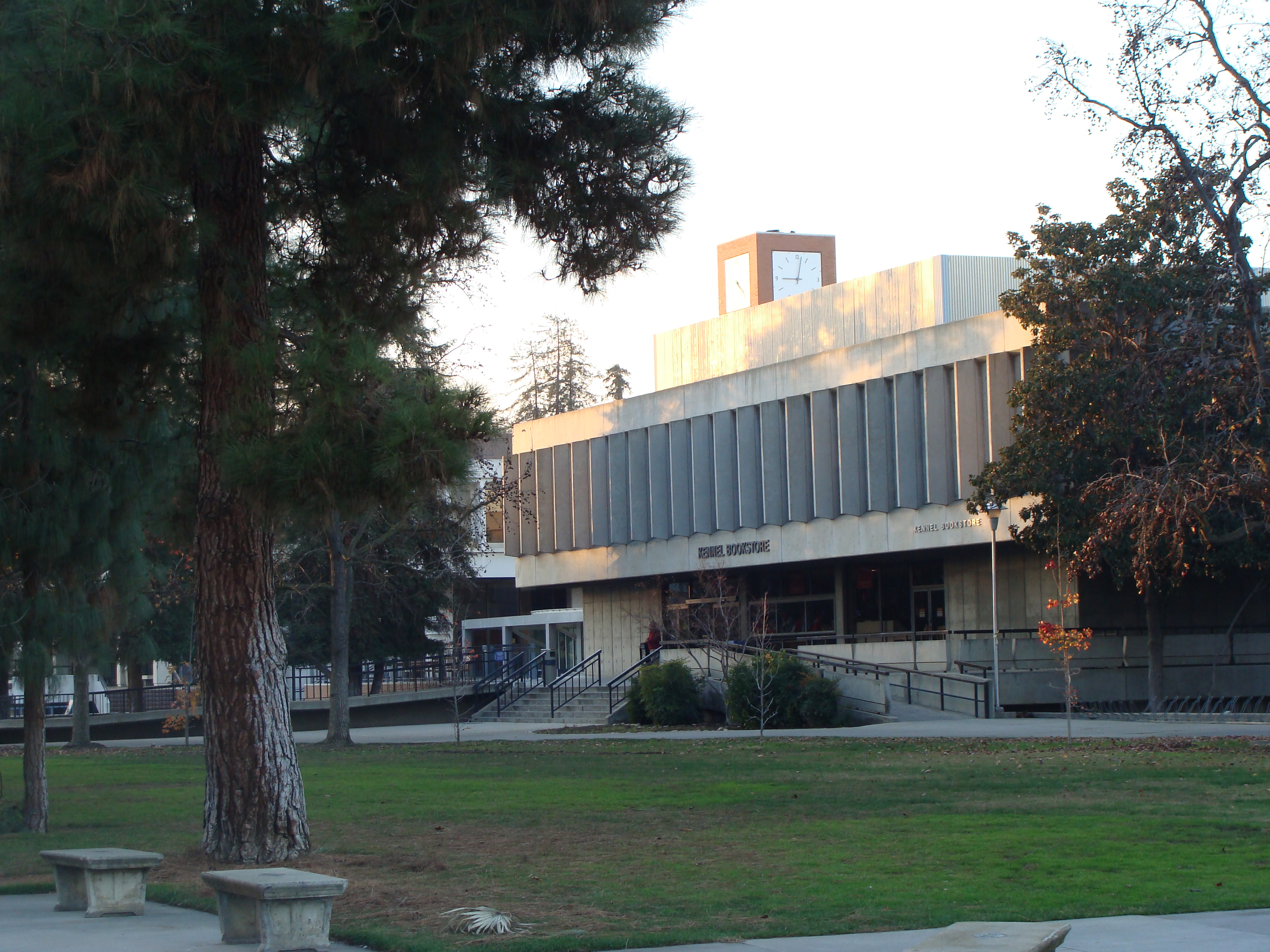
کتابفروشی دانشگاه
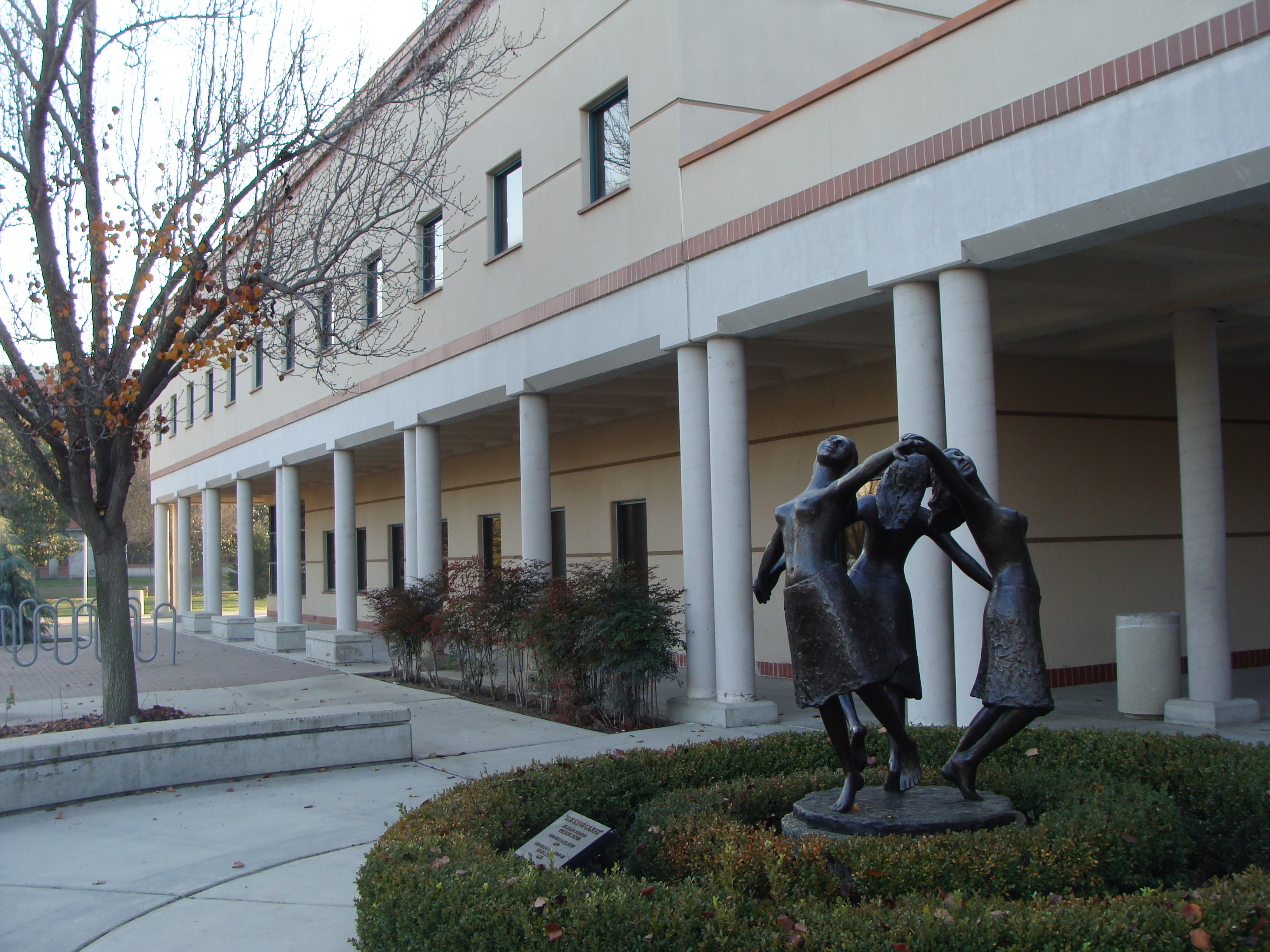
دانشکده موسیقی
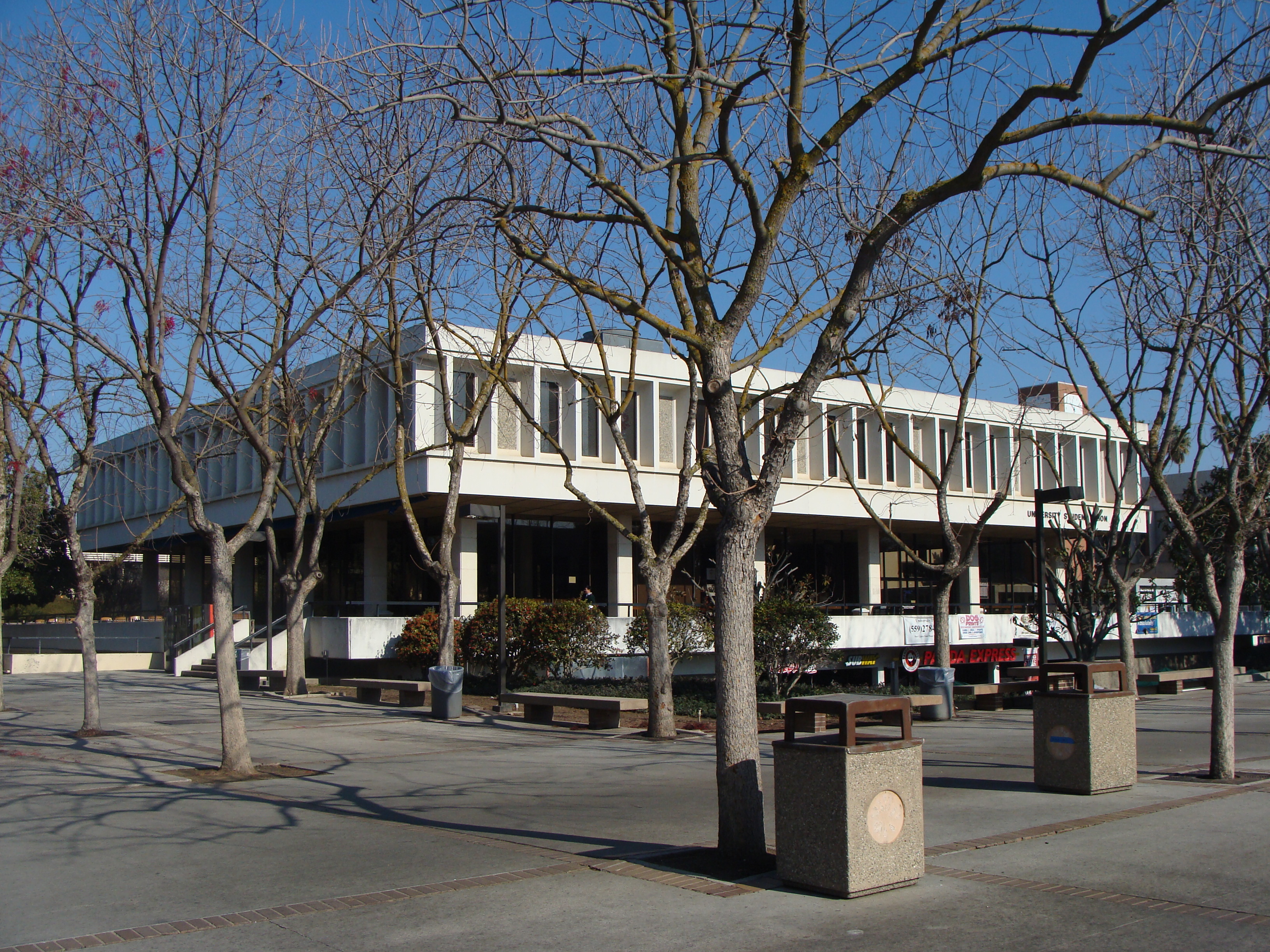
محوطه مرکزی و ساختمان استودنت یونیون
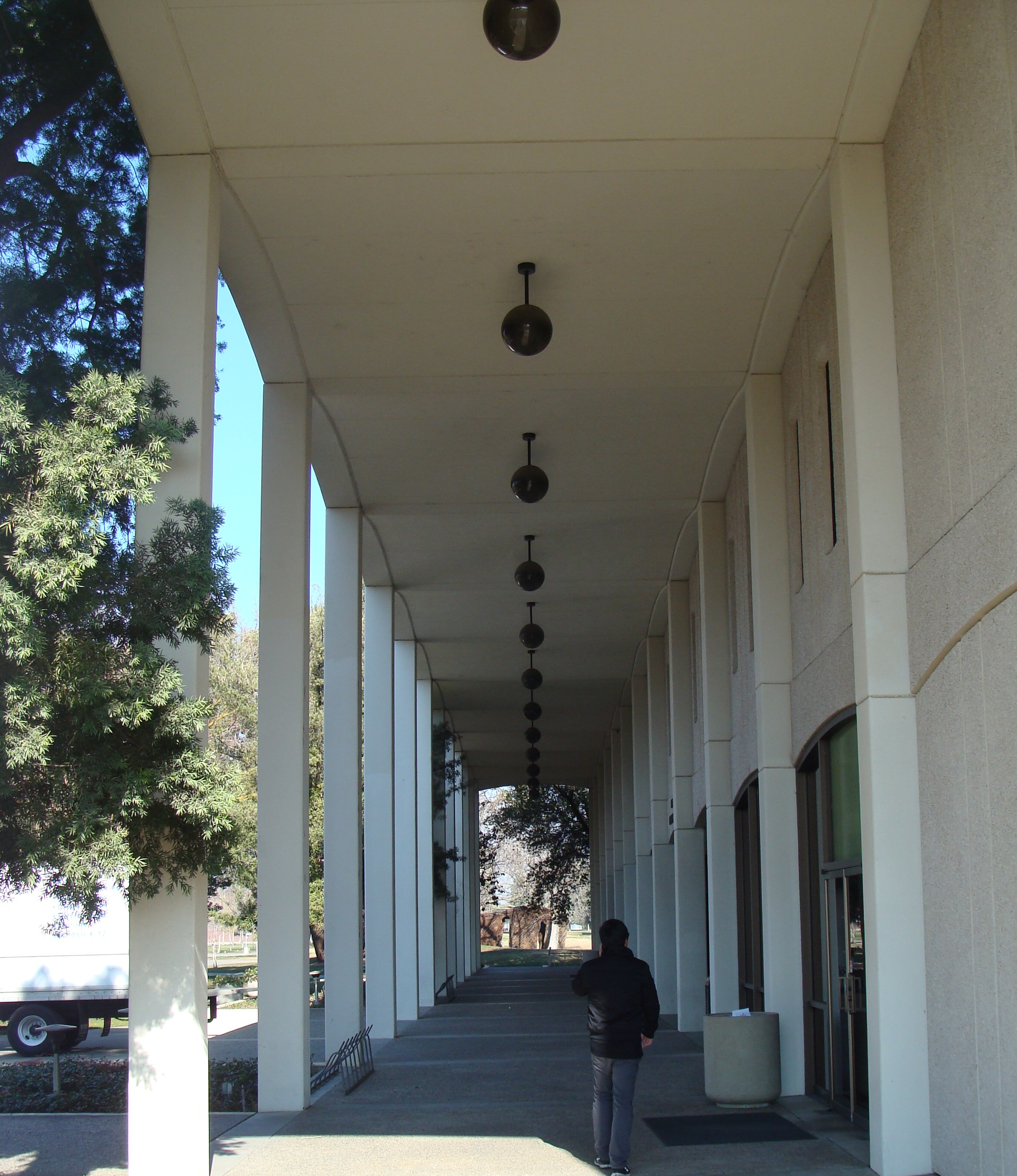
ساختمان آموزش کل
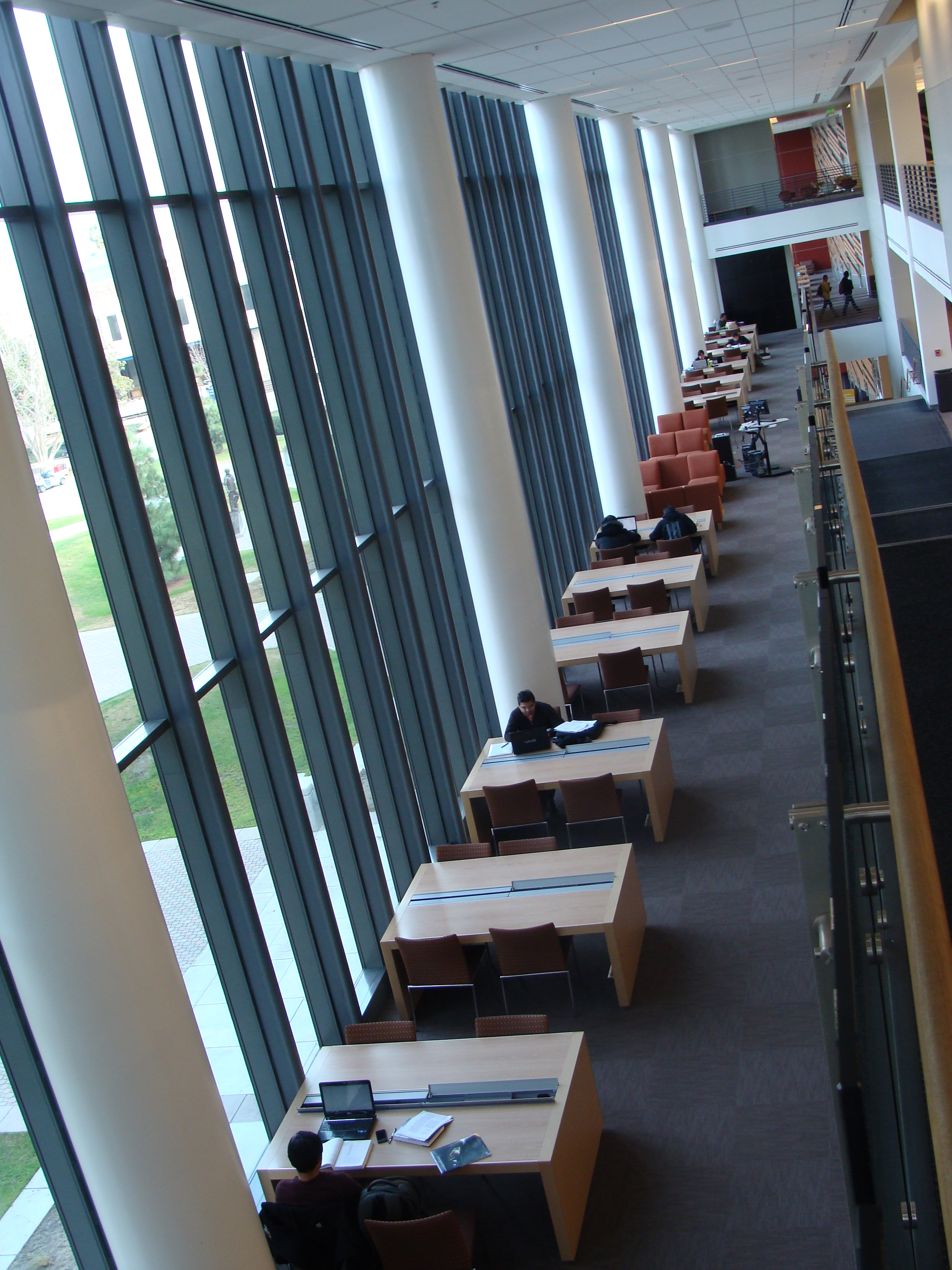
کتابخانه مرکزی: کتابخانه هنری مادن
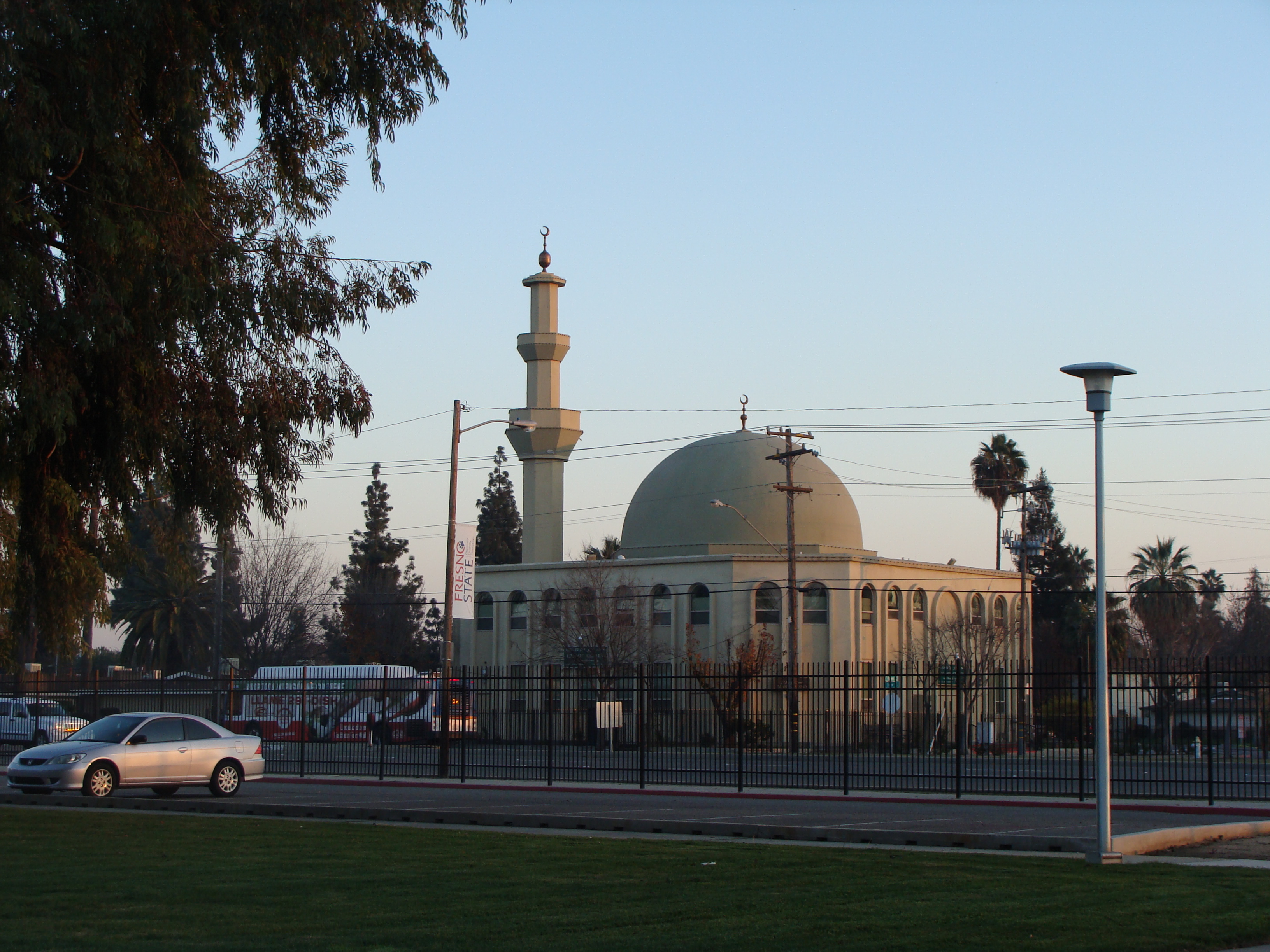
مسجد واقع در ضلع جنوبی دانشگاه
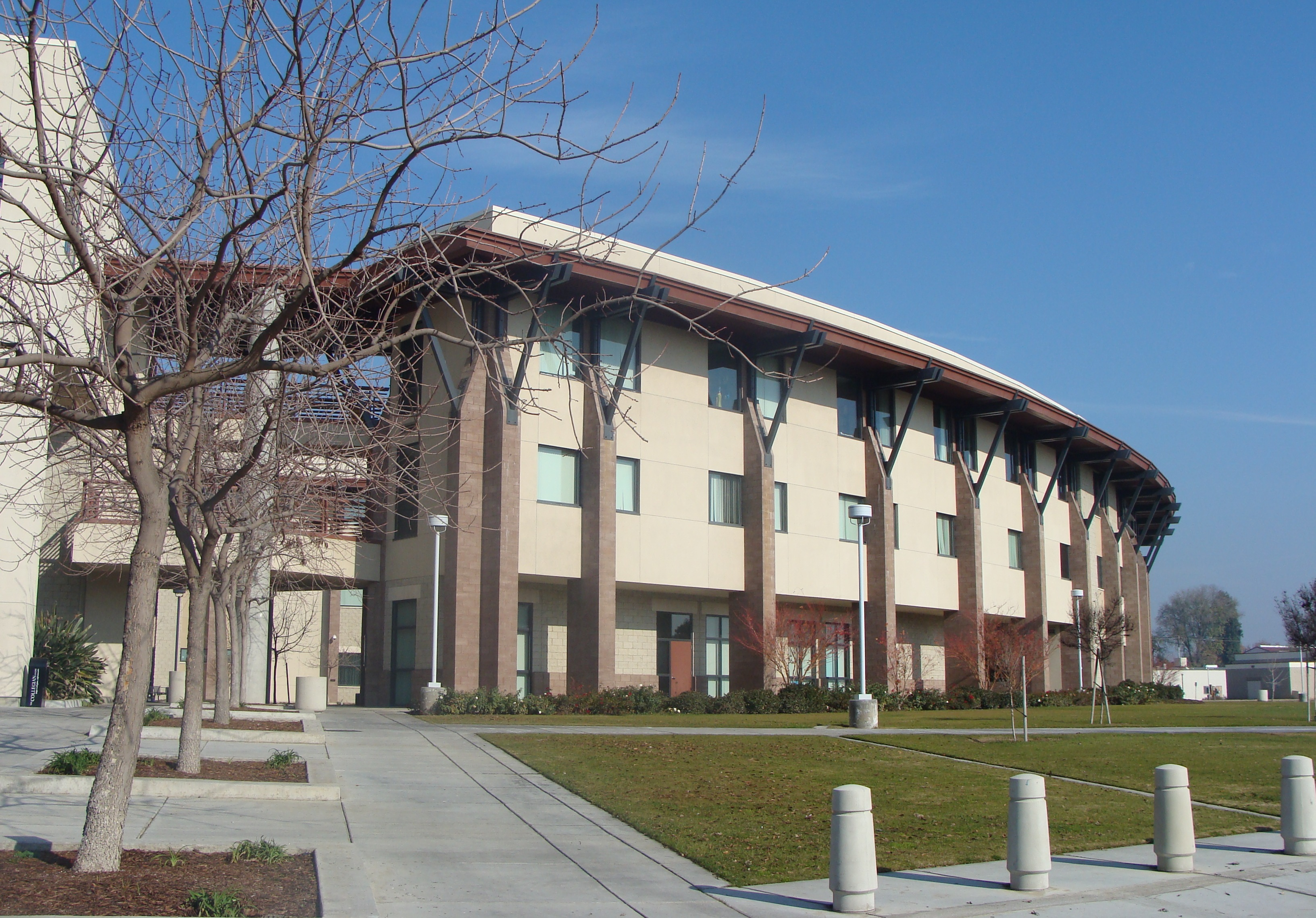
دانشکده علوم